# 長光寺 (稲沢市)
長光寺（ちょうこうじ）は、愛知県稲沢市にある臨済宗妙心寺派の寺院。

## 歴史
仁寿元年（851年）小野篁が陸奥の国に下る途中、この辺りに駐杖した際、路傍に地蔵像を安置したのが始まりと伝わる。1161年、尾張守であった平頼盛が病気平癒のお礼に六角堂を寄進した。1336年、足利尊氏が戦のため上洛する際に太刀を奉納して武運を祈願し、勝利したお礼に六角堂を祈願所として定めた。1338年に尊氏が将軍宣下を受けると、山門などを奉納して再興している。その後、織田氏・徳川家康・尾張徳川家によって庇護された。

## 逸話
若かりし日の織田信長の遊び場であり、六角堂で後に清洲城城代となる埴原常安と出会っている。境内奥には、信長愛飲の臥松水と呼ばれる井戸があり、茶の湯や膳にその水を汲んだと伝わる。

## 文化財

### 重要文化財
- 地蔵堂（六角堂） - 室町時代（1510年）建立
- 鉄造地蔵菩薩立像 - 鎌倉時代、文暦□年（二年）年銘（1235年）

### 愛知県指定文化財
- 銅造鰐口 - 南北朝時代

### 稲沢市指定文化財
- 楼門 - 江戸時代
- 徳川家康禁制 - 天正12年（1584年）

## 被害
2023年（令和5年）5月末、稲沢市指定文化財の楼門の柵が倒され、仁王像の腕が折れているのが発見された。仁王像では足元に置かれたさい銭が盗まれる被害が続いており、像の損壊との関連も指摘され、同年7月末に稲沢警察署に被害届を提出した。

## ギャラリー
- 楼門
- 信長愛飲の井戸

## 所在地
- 愛知県稲沢市六角堂東町3-2-8